# CS Mioveni
CS Mioveni ist ein rumänischer Sportverein aus Mioveni. Seine Fußballabteilung spielt seit 2021 wieder in der Liga I, der ersten rumänischen Fußballliga.

## Geschichte
CS Mioveni wurde am 15. August 2000 als AS Mioveni 2000 gegründet und spielte zunächst in der Divizia D, der höchsten Fußballliga des Kreises Argeș. Im Sommer 2001 fusionierte er mit Dacia Pitești zu AS Dacia Mioveni und übernahm dessen Lizenz in der dritten rumänischen Liga, der Divizia C. Schon bald darauf wurde der Vereinsname in CS Dacia Mioveni geändert.
Schon im ersten Jahr nach der Fusion konnte sich der Verein auf dem dritten Platz seiner Staffel platzieren, verpasste den Aufstieg aber dennoch klar. Bereits ein Jahr später, im Jahr 2003, konnte sich Dacia durchsetzen und stieg als Staffelsieger in die Divizia B auf. Zu Beginn der neuen Spielzeit setzte das Team seinen Höhenflug fort und schloss die Saison 2003/04 auf dem dritten Platz ab. Nach zwei Jahren im Mittelfeld der Liga wurde Iordan Eftimie im Sommer 2006 durch Constantin Cârstea ersetzt. Im Januar 2007 wurde Marin Dună dessen neuer Trainerassistent. Er löste Cârstea bereits nach dem Auftakt der Rückrunde, als am 3. März 2007 nur ein 1:1 im Heimspiel gegen den Tabellenletzten Unirea Dej erreicht wurde, als Cheftrainer ab. Wenige Wochen später, nach der Auswärtsniederlage bei Unirea Alba Iulia am 7. April 2007, wurde Dună entlassen und am 10. April 2007 mit Ion Moldovan ein neuer Trainer verpflichtet. Mit diesem gelang abermals der Aufstieg und der Einzug in die Liga 1, die höchste rumänische Spielklasse. Am 24. Juli 2007, vier Tage vor Beginn der Saison 2007/08, verzichtete Moldovan aus persönlichen Gründen auf eine Vertragsverlängerung und wurde am 26. Juli 2007 durch Florin Marin ersetzt. Nach den ersten zehn Spieltagen der neuen Saison belegte der Verein mit sechs Punkten nur den vorletzten Tabellenplatz und entließ Marin daher am 10. Oktober 2007. Am Ende musste Dacia unter Sorin Cârțu zwar wieder das Gang in die Liga II antreten, machte aber auch im rumänischen Pokal auf sich aufmerksam, wo der Klub unter anderem Dinamo Bukarest ausschalten konnte und im Halbfinale gegen den späteren Sieger CFR Cluj ausschied. In der Saison 2008/09 platzierte sich der Klub zunächst im vorderen Mittelfeld der Liga II, ehe eine Reihe schwacher Ergebnisse im November 2009 zur Suspendierung des Trainergespanns bestehend aus Iordan Eftimie und Marius Stoica führte. Den Trainerplatz nahm beim letzten Heimspiel der Hinrunde der Vereinspräsident Răzvan Tunaru ein. Am Ende der Saison verpasste der Klub mit dem dritten Platz knapp die Rückkehr in die Liga 1 und musste stattdessen FCM Târgu Mureș und Universitatea Cluj den Vortritt lassen. Trainer Marian Pană verließ daraufhin den Verein und auch der Hauptsponsor Automobile Dacia zog sich zurück, um stattdessen den Serie-A-Verein Udinese Calcio zu unterstützen.
Unter dem Namen CS Mioveni und ab dem 15. Juli 2010 mit dem neuen Trainer Cristian Negru, der in der Rückrunde der Saison 2009/10 noch FC Argeș Pitești betreut hatte, wurde die Spielzeit 2010/11 in Angriff genommen. Nach dem 3:3-Unentschieden am 22. Oktober 2010 im Heimspiel gegen UTA Arad wurde Negru entlassen und am 25. Oktober 2010 durch Ionuț Popa, den ehemaligen Trainer von ACSMU Politehnica Iași, ersetzt. Am Ende der Saison stand CS Mioveni erneut auf dem dritten Tabellenplatz, profitierte dieses Mal allerdings von der Entscheidung des rumänischen Fußballverbandes, dem Zweitplatzierten FC Bihor Oradea die Erstligalizenz zu verweigern, und stieg damit in die Liga 1 auf. Nach einem Fehlstart in die Saison 2011/12 mit vier Niederlagen in den ersten vier Spielen löste Popa seinen Vertrag am 22. August 2011 auf und wurde durch Ilie Stan ersetzt. Dieser verließ jedoch bereits am 15. September 2011 gemeinsam mit seinem Co-Trainer Gabriel Mărgărit die Mannschaft, da sich die Vereinsführung gegen ein kurzfristig anberaumtes Trainingslager in Curtea de Argeș ausgesprochen hatte. Daraufhin übernahm zunächst Constantin Stancu und ab dem 11. Oktober 2011 Mihai Stoichiță das Traineramt beim CS Mioveni. Nach dessen Weggang zu Apollon Limassol am 15. November 2011 wurde Mihai Stoica zunächst zum neuen Cheftrainer ernannt, löste seinen Vertrag jedoch bereits nach zwei Wochen wieder auf. Seit dem 1. Dezember 2011 trainiert Marian Pană das Team und stellt damit einen neuen Rekord im rumänischen Fußball auf: noch nie hatten zu einem solch frühen Saisonzeitpunkt sechs verschiedene Trainer einen Erstligisten gecoacht. Am Saisonende stieg der Klub mit lediglich zwölf Punkten in die Liga II ab.

## Erfolge
- Halbfinale im rumänischen Pokal: 2008
- Aufstieg in die Liga 1: 2007, 2011, 2021
- Aufstieg in die Liga 2: 2003

## Trainer
- Iordan Eftimie (bis Sommer 2006, 2008 bis November 2009, Mai 2013 bis September 2013)
- Constantin Cârstea (Sommer 2006 bis Anfang März 2007)
- Marin Dună (Anfang März 2007 bis 7. April 2007)
- Ion Moldovan (10. April 2007 bis 24. Juli 2007, seit September 2013)
- Florin Marin (26. Juli 2007 bis 10. Oktober 2007)
- Sorin Cârțu (10. Oktober 2007 bis 2008)
- Răzvan Tunaru (November 2009)
- Marian Pană (Anfang 2010 bis Mitte 2010, 1. Dezember 2011 bis Sommer 2012)
- Cristian Negru (15. Juli 2010 bis 22. Oktober 2010)
- Ionuț Popa (25. Oktober 2010 bis 22. August 2011)
- Ilie Stan (22. August 2011 bis 15. September 2011)
- Constantin Stancu (15. September 2011 bis 11. Oktober 2011)
- Mihai Stoichiță (11. Oktober 2011 bis 15. November 2011)
- Mihai Stoica (15. November 2011 bis Ende November 2011)
- Mihăiță Ianovschi (Sommer 2012 bis September 2012)
- Flavius Stoican (Oktober 2012 bis Mai 2013)
- Adrian Mihalcea (2017)
- Laurențiu Roșu (2017–2018)